# Kościół św. Antoniego Padewskiego w Dziemianach
Kościół Świętego Antoniego Padewskiego – rzymskokatolicki kościół parafialny, należący do parafii pod tym samym wezwaniem (dekanat Brusy diecezji pelplińskiej), znajdujący się w Dziemianach.

## Historia

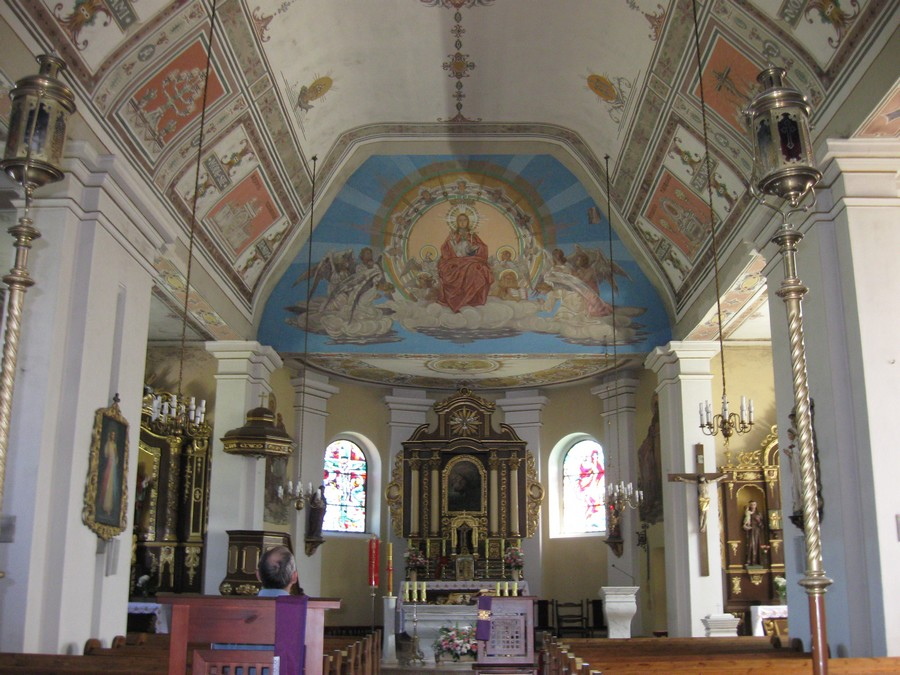
Wnętrze kościoła

Świątynię wzniesiono w 1923 w stylu neobarokowym. Pierwsze wyposażenie kościoła to mszał, 4 lichtarze i kilka ornatów, które zostały ofiarowane przez parafię św. Michała Archanioła w Lipuszu, z kolei posągi św. Antoniego i Matki Boskiej Nieustającej Pomocy zostały podarowane przez Anielę Czarnowską z Piechowic. Inne przedmioty świątynia otrzymała dzięki ofiarności ogółu parafian. Budowniczy świątyni w Dziemianach, ksiądz dziekan Franciszek Podlaszewski, był wikariuszem i pierwszym proboszczem parafii w latach 1921–1937. Zmarł w obozie koncentracyjnym Sachsenhausen – Oranienburg. W świątyni w Dziemianach są umieszczone dwie tablice upamiętniające wizyty dwóch prezydentów: 24 kwietnia 1923 roku modlił się w tym miejscu prezydent II Rzeczypospolitej Stanisław Wojciechowski, a z kolei 28 października 1995 prezydent III Rzeczypospolitej Lech Wałęsa, który uczestniczył we mszy, ofiarował kościołowi kielich mszalny i patenę.